# A koreai nyelv udvariassági rendszere
A koreai nyelv kiterjedt rendszerrel rendelkezik az udvariassági fokozatok kifejezésére. A rendszer két nézőpontot vesz figyelembe, az egyik a beszélőnek a hallgatóhoz való viszonya (akihez beszél), a másik a beszélőnek a mondat tárgyaként szolgáló személyhez való viszonya (akiről beszél). A modern koreai nyelv négyféle udvariassági fokozatot ismer. Az udvariassági formulák ismerete és pontos használata elengedhetetlen a koreai kultúrában, fontosságára példa a Korean Air döntése, mely az 1990-es években az udvariassági formulák miatt megtiltotta a pilótáknak a koreai nyelv használatát a fedélzeten, mert egy tanulmány szerint a túlzott udvariaskodás vezetett a légitársaság nagy számú baleseteihez.

## Fokozatok

### A hallgatóhoz való viszony szerint
| Igető                                                               | Stílus              | Mondattípus                                                   | Mondattípus                                                                               | Mondattípus                                                              |
| Igető                                                               | Stílus              | Kijelentő                                                     | Kérdő                                                                                     | Felszólító                                                               |
| ------------------------------------------------------------------- | ------------------- | ------------------------------------------------------------- | ----------------------------------------------------------------------------------------- | ------------------------------------------------------------------------ |
| 가 ka- (menni) 먹 mok- (enni) 학생 이 hakszeng i- (tanulónak lenni) | Hivatalos-udvarias  | 갑니다 kamnida 먹습니다 mokszumnida 학생입니다 hakszengimnida | 갑니까 kamnikka 먹습니까 mokszumnikka 학생입니까 hakszengimnikka                          | 가십시오/가시오 kasipsio/kasio 먹으십시오 /먹으시오 mogusipsio/mogusio – |
| 가 ka- (menni) 먹 mok- (enni) 학생 이 hakszeng i- (tanulónak lenni) | Bizalmas-udvarias   | 가요 kajo 먹어요 mogojo 학생이에요 hakszengiejo               | 가요 kajo 먹어요 mogojo 학생이에요 hakszengiejo                                           | 가세요 kaszejo 먹으세요 moguszejo –                                      |
| 가 ka- (menni) 먹 mok- (enni) 학생 이 hakszeng i- (tanulónak lenni) | Bizalmas            | 가 ka 먹어 mogo 학생이야 hakszengija                          | 가냐 / 가 kanja / ka 먹느냐/먹어 mognunja/mogo 학생이냐/학생이야 hakszenginja/hakszengija | 가/가라 ka / kara 먹어/먹어라 mogo / mogora –                            |
| 가 ka- (menni) 먹 mok- (enni) 학생 이 hakszeng i- (tanulónak lenni) | Semleges/propozitív | 간다 kanda 먹는다 mognunda 학생이다 hakszengida               | 가니 kani 먹니 mogni 학생이니 hakszengini                                                 | –                                                                        |

### A mondat tárgya szerint
Amikor a beszélő valakire utal, akkor a -si/-usi (시/으시) végződést használja a tisztelet kifejezésére a ráutalt személlyel kapcsolatosan (például: „Nagyapám a boltba megy”). Egyes igék illetve melléknevek tiszteleti alakja irreguláris.
| Ige/melléknév        | Reguláris tiszteleti alak   | Fordítás         |
| -------------------- | --------------------------- | ---------------- |
| 가다 (kada)          | 가시다 (kasida)             | menni            |
| 받다 patta           | 받으시다 (padusida)         | kapni            |
| 작다 (csakta)        | 작으시다 (csagusida)        | kicsi(nek lenni) |
| Ige/melléknév        | Irreguláris tiszteleti alak | Fordítás         |
| 있다 (itta)          | 계시다 (kjesida)            | lenni            |
| 마시다 (masida)      | 드시다 (tusida)             | inni             |
| 먹다 (mokta)         | 드시다 (tusida)             | enni             |
| 먹다 (mokta)         | 잡수시다 (csapszusida)      | enni             |
| 자다 (csada)         | 주무시다 (csumusida)        | aludni           |
| 배고프다 (pegophuda) | 시장하시다 (sidzsanghasida) | éhesnek lenni    |

Ha a hallgató magasabb fokon áll a társadalmi ranglétrán, mint a mondat tárgya, akkor is, ha a mondat tárgya a beszélőnél nagyobb tiszteletet érdemel, ezt a fajta végződést elhagyják, például: „Tanárnő, ő itt a bátyám.” (A báty nagyobb tiszteletet érdemel a beszélőnél, a tanárnő azonban magasabb rangú, mint az idősebb testvér.) Az újságok egyáltalán nem alkalmazzák.

## Megszólítások
Családtagok megszólításánál a -nim (-님) végződéssel lehet a tiszteletet kifejezni. A legáltalánosabban használt megszólítás a -ssi (-씨) végződés, melyet teljes névhez (권지용씨 Kvon Dzsijong-ssi) vagy keresztnévhez (지용씨 Dzsijong-ssi) lehet kapcsolni, utóbbi esetben általában közvetlenebb a hangnem. A modern Dél-Koreában egyre elterjedtebb a -ssi helyett a -nim kapcsolása az utónévhez.
| Főnév            | Tiszteleti alak    | Fordítás     |
| ---------------- | ------------------ | ------------ |
| 할머니 (halmoni) | 할머님 (halmonim)  | nagymama     |
| 아버지 (abodzsi) | 아버님 (abonim)    | apa          |
| 형 (hjong)       | 형님 (hjongnim)    | férfi bátyja |
| 누나 (nuna)      | 누님 (nunim)       | férfi nővére |
| 오빠 (oppa)      | 오라버니 (oraboni) | nő bátyja    |
| 아들 (adul)      | 아드님 (adunim)    | fia          |
| 딸 (ttal)        | 따님 (ttanim)      | lánya        |